# Pressure Off
Pressure Off is een nummer van de Britse new waveband Duran Duran uit 2015, in samenwerking met de Amerikaanse zangeres Janelle Monáe en de Amerikaanse gitarist Nile Rodgers. Het is de eerste single van Paper Gods, het veertiende studioalbum van Duran Duran.
"Pressure Off" werd nergens echt een hit, maar wist wel in België, Duitsland en Italië de hitlijsten te behalen. In Vlaanderen haalde het de 88e positie in de Tipparade.